# Sit cendrós
El sit cendrós (Emberiza cineracea) és una espècie d'ocell de la família dels emberízids (Emberizidae) que habita zones amb arbustos als vessants pedregosos de l'oest i sud-est de Turquia i oest de l'Iran. Passa l'hivern al sud d'Aràbia i nord-est d'Àfrica.

## Hàbitat i Ecologia
L'espècie cria en vessants rocalloses seques i zones altes amb vegetació arbustiva i de vegades coníferes. És migratòria, hivernant en camps oberts secs amb herba curta, semi desèrtiques, turons rocosos baixos, terres cultivades nues i matolls secs, sovint a les zones costaneres.

### Amenaces
Els canvis per la pressió de pasturatge d'ovelles i cabres podrien afectar la quantitat d'exemplars. Un excés de pasturatge podria provocar la destrucció de nius (trepitjats, ús de maquinària, etc), mentre que un pasturatge massa baix podria reduir l'àrea dels llocs d'alimentació oberts (Albayrak et al. 2003). La resta de l'hàbitat a l'oest de Turquia s'està desenvolupant ràpidament per al turisme (Tucker i Heath 1994). Els hàbitats adequats al sud-est de Turquia s'han vist inundats per la construcció de preses, la qual cosa ha provocat tant la pèrdua directa d'hàbitat com la reubicació dels habitants desplaçats a noves zones actualment despoblades (Albayrak et al. 2003). A Turquia, la construcció de parcs eòlics i la mineria als hàbitats de l'espècie són altres amenaces (S. Isfendiyaroglu in litt. 2015).

## Taxonomia
Va ser descrita per primera vegada per l'ornitòleg alemany Christian Ludwig Brehm l'any 1855
Es reconeixen dues subespècies:
- E. c. cineracea (Brehm, 1855) - Lesbos i Quíos (est de Grècia), sud-oes, centre i sud-est de Turquia.
- E. c. semenowi (Zarudny, 1904) - sud-est de Turquia, nord i centre oest de l'Iran.